# Big Love
Big Love ist eine US-amerikanische Fernsehserie über das Leben einer Polygamisten-Familie, die ihre ideologischen Wurzeln im Mormonentum sieht. Zwischen 2006 und 2011 wurden insgesamt fünf Staffeln produziert. Die letzte Staffel wurde in den USA vom 16. Januar bis zum 20. März 2011 auf HBO ausgestrahlt. Im deutschsprachigen Raum erfolgte die Erstausstrahlung auf TNT Serie, wo ab dem 3. Januar 2012 die letzte Staffel gezeigt wurde. Die Serie wurde von Tom Hanks und Gary Goetzmans Firma Playtone produziert.

## Handlung
Bill Henrickson betreibt einen gut gehenden Heimwerkermarkt in Salt Lake City. Da die Vielehe im heutigen Utah sowohl illegal ist als auch nach der Lehre der dort dominierenden Kirche Jesu Christi der Heiligen der Letzten Tage offiziell abgelehnt wird, muss er diesen Aspekt seines privaten Glaubens mit großem Aufwand geheim halten. Bill ist mit drei Frauen verheiratet: der gut organisierten „Hauptfrau“ Barbara (Jeanne Tripplehorn), der unaufrichtigen und kaufsüchtigen Nicki (Chloë Sevigny) und der fröhlichen und etwas naiven Margene (Ginnifer Goodwin). Die Frauen bewohnen drei benachbarte Häuser, deren Grundstücke auf der Rückseite miteinander verbunden sind. Zur Familie gehören sieben Kinder.
Bills Zweitfrau Nicki ist die Tochter des selbsternannten Propheten Roman Grant (Harry Dean Stanton), der einer sektenähnlichen mormonischen Splitterkirche vorsteht und in diverse dubiose Machenschaften verwickelt ist. Bill ist auf einem eingezäunten Gelände namens Juniper Creek aufgewachsen, wurde aber als 14-Jähriger von Grant davongejagt. Sein jüngerer Bruder sowie seine Eltern (gespielt von Grace Zabriskie und Bruce Dern) leben noch dort. Immer wieder kommt es zu Konflikten zwischen dem „modernen“ Polygamisten Bill, der erfolgreich in der Außenwelt lebt, und seiner fundamentalistischen Herkunftsgemeinde.
Die 3. Staffel handelt vom Tod Roman Grants und davon, dass dessen Sohn und Nickis Bruder Albert Grant die Nachfolge als Prophet antritt,
sowie der Planung und Eröffnung eines gemeinsamen Spielkasinos amerikanischen Ureinwohnern. Dieses Kasino soll der Familie Henrickson für den Fall, dass die Heimwerkermärkte es nicht mehr schaffen, ein Auskommen sichern. Sie verlieren das später jedoch wieder.
In Staffel 4 kandidiert Bill, nachdem er Zeugnis erhalten hat, für einen Senatorensitz. Diesen gewinnt er unter Geheimhaltung seines Lebensstils. Nachdem er Senator ist versucht er seine Position zu nutzen, um Vielehe zu legalisieren und zur Zerschlagung Juniper Creeks.
In der 5. und letzten Staffel beichtet Margene den restlichen Familienangehörigen, dass sie bei der Heirat mit Bill erst 16 war und somit noch nicht volljährig. Da sie die 3. Frau wurde, ist ihre Ehe mit Bill nicht gesetzlich legitimiert, sondern nur kirchlich, das heißt, dass sie nur gesiegelt wurden. Die Familie plant dies geheim zu halten. Dies gelingt allerdings nicht. Polizeiliche Ermittlungen beginnen daraufhin, wobei Bill Vergewaltigung und seiner 1. Frau Barbara Kuppelei vorgeworfen wird.
Zeitgleich lassen sich Bill und Barbara scheiden, damit Bill seine 2. Frau Nicki offiziell heiraten kann, damit die Familie ihre Tochter aus 1. Ehe adoptieren kann. Im Serienfinale schießt Bill Albert Grant an, der überlebt und daraufhin festgenommen wird. Die Familie kann ihre Differenzen überbrücken und Bill erfährt, dass er die Heimwerkermärkte verloren hat, da die Banken ihm weitere Kredite verweigern.
In der neuerbauten Kirche versammeln sich am Ostersonntag die ehemaligen Mitglieder von Juniper Creek und Bill nimmt die Rolle des neuen Propheten ein. Während seiner Predigt hat er eine Vision und scheint am Ziel angekommen zu sein. Am Ende der Folge trifft er auf seinen Nachbarn, dessen Leben entglitten ist. In einem psychotisch anmutenden Wahn erschießt der Nachbar Bill. Seine drei Frauen kommen aus dem Haus gelaufen und Bill bittet Barbara ihm eine Segnung zu geben. Damit überträgt er ihr in seiner letzten Stunde die Priestertumsträgerschaft.
Die letzten Sequenzen zeigen die Familie 11 Monate später. Barbaras und Bills Tochter hat ein Kind bekommen mit ihrem Mann. Nicki ist immer noch sehr betrübt über den Tod Bills und Margene geht für 3 Monate ins Ausland, um karitativ zu wirken.

## Besetzung und Synchronisation
Die deutsche Synchronisation wurde von der Synchronfirma TV + Synchron Berlin durchgeführt unter der Dialogregie von Karin Lehmann, die auch für das Synchronbuch verantwortlich war.

### Hauptdarsteller
| Schauspieler         | Rollenname       | Hauptrolle (Staffel) | Nebenrolle (Staffel) | Synchronsprecher     |
| -------------------- | ---------------- | -------------------- | -------------------- | -------------------- |
| Bill Paxton          | Bill Henrickson  | 1–5                  |                      | Jörg Hengstler       |
| Jeanne Tripplehorn   | Barb Henrickson  | 1–5                  |                      | Anke Reitzenstein    |
| Chloë Sevigny        | Nicolette Grant  | 1–5                  |                      | Antje von der Ahe    |
| Ginnifer Goodwin     | Margene Heffman  | 1–5                  |                      | Dascha Lehmann       |
| Amanda Seyfried      | Sarah Henrickson | 1–4                  |                      | Julia Stoepel        |
| Douglas Smith        | Ben Henrickson   | 1–5                  |                      | Tino Hillebrand      |
| Shawn Doyle          | Joey Henrikson   | 1–4                  |                      | Viktor Neumann       |
| Melora Walters       | Wanda Henrickson | 1–4                  |                      | Daniela Reidies      |
| Grace Zabriskie      | Lois Henrickson  | 1–5                  |                      | Marianne Lutz        |
| Joel McKinnon Miller | Don Embry        | 1–5                  |                      | Lutz Schnell         |
| Daveigh Chase        | Rhonda Volmer    | 1–3                  | 5                    | Shalin-Tanita Rogall |
| Bruce Dern           | Frank Harlow     | 1–4                  | 5                    | Horst Lampe          |
| Harry Dean Stanton   | Roman Grant      | 1–4                  |                      | Joachim Siebenschuh  |
| Mary Kay Place       | Adaleen Grant    | 1–5                  |                      | Sonja Deutsch        |
| Mireille Enos        | Kathy Marquart   | 2–4                  |                      | Petra Barthel        |
| Matt Ross            | Alby Grant       | 1–5                  |                      | Alexander Doering    |

### Nebendarsteller
| Schauspieler          | Rollenname        | Staffel | Synchronsprecher                                             |
| --------------------- | ----------------- | ------- | ------------------------------------------------------------ |
| Tina Majorino         | Heather Tuttle    | 1–3; 5  | Jill Schulz                                                  |
| Keegan Holst          | Wayne Henrickson  | 1–5     |                                                              |
| Kyle Gallner          | Jason Embry       | 1–2     | Dirk Petrick                                                 |
| Carlos Jacott         | Carl Martin       | 1–2; 5  | Rainer Doering                                               |
| Renee Albert          | Julep Embry       | 1–2     |                                                              |
| Jenny O’Hara          | Nita              | 1; 3    |                                                              |
| Audrey Wasilewski     | Pam Martin        | 1–5     | Peggy Sander                                                 |
| Jim Beaver            | Carter Reese      | 2       |                                                              |
| Anne Dudek            | Laura Grant       | 2–5     | Ulrike Stürzbecher                                           |
| Sandy Martin          | Selma Greene      | 2–4     | Santiago Ziesmer                                             |
| Branka Katić          | Ana               | 2–5     | Gjulnas Schuch                                               |
| Kate Norby            | Glory             | 3       |                                                              |
| Melinda Page Hamilton | Malinda           | 3–4     |                                                              |
| Charles Esten         | Ray Henry         | 3–4     | Robin Kahnmeyer                                              |
| Patrick Fabian        | Ted Price         | 3–4     | Uwe Büschken                                                 |
| Robert Beltran        | Jerry Flute       | 3–4     |                                                              |
| Željko Ivanek         | J.J Percy Walker  | 3–4     | Matti Klemm                                                  |
| Cassi Thomson         | Cara Lynn Walker  | 3–5     | Oona Plany                                                   |
| Eric Ladin            | Dr. Roquet Walker | 4       | Karlo Hackenberger                                           |
| Adam Beach            | Tommy Flute       | 4       | Daniel Fehlow                                                |
| Steve Bacic           | Goran             | 4–5     |                                                              |
| Kevin Rankin          | Verlan Walker     | 5       | Konrad Bösherz                                               |
| Christopher Hanke     | Stuart            | 5       | Arne Stephan                                                 |
| Gregory Itzin         | Senator Dwyer     | 5       | Axel Lutter                                                  |
| Aaron Paul            | Scott Quittman    | 2–5     | Tobias Nath (Staffel 1 bis 3) Wanja Gerick (Staffel 4 bis 5) |

## Ausstrahlung
| Staffel   | Episoden | Ausstrahlung (HBO)                | Ausstrahlung (TNT Serie)              |
| Staffel 1 | 12       | 12. März 2006 bis 4. Juni 2006    | 4. Juni 2009 bis 9. Juli 2009         |
| Staffel 2 | 12       | 11. Juni 2007 bis 26. August 2007 | 16. Juli 2009 bis 20. August 2009     |
| Staffel 3 | 10       | 18. Januar 2009 bis 22. März 2009 | 19. November 2009 bis 7. Januar 2010  |
| Staffel 4 | 9        | 10. Januar 2010 bis 7. März 2010  | 5. Oktober 2010 bis 30. November 2010 |
| Staffel 5 | 10       | 16. Januar 2011 bis 20. März 2011 | 3. Januar 2012 bis 6. März 2012       |

## Episodenliste
| Nummer (gesamt) | Nummer (Staffel) | Originaltitel        | Deutscher Titel     | Erstausstrahlung (HBO) | Erstausstrahlung (TNT Serie) |
| 01              | 01               | Pilot                | Pilot               | 12. März 2006          | 4. Juni 2009                 |
| 02              | 02               | Viagra Blue          | Viagra Blue         | 19. März 2006          | 4. Juni 2009                 |
| 03              | 03               | Home Invasion        | Ungebetene Gäste    | 26. März 2006          | 11. Juni 2009                |
| 04              | 04               | Eclipse              | Die Mondfinsternis  | 2. April 2006          | 11. Juni 2009                |
| 05              | 05               | Affair               | Die Affäre          | 9. April 2006          | 18. Juni 2009                |
| 06              | 06               | Roberta's Funeral    | Robertas Beerdigung | 16. April 2006         | 18. Juni 2009                |
| 07              | 07               | Eviction             | Vertreibung         | 23. April 2006         | 25. Juni 2009                |
| 08              | 08               | Easter               | Ostern              | 30. April 2006         | 25. Juni 2009                |
| 09              | 09               | A Barbecue for Betty | Barbeque für Betty  | 7. Mai 2006            | 2. Juli 2009                 |
| 10              | 10               | The Baptism          | Die Taufe           | 14. Mai 2006           | 2. Juli 2009                 |
| 11              | 11               | Where There's a Will | Drei Testamente     | 21. Mai 2006           | 9. Juli 2009                 |
| 12              | 12               | The Ceremony         | Die Zeremonie       | 4. Juni 2006           | 9. Juli 2009                 |

| Nummer (gesamt) | Nummer (Staffel) | Originaltitel           | Deutscher Titel          | Erstausstrahlung (HBO) | Erstausstrahlung (TNT Serie) |
| 13              | 01               | Damages Control         | Nachspiel                | 11. Juni 2007          | 16. Juli 2009                |
| 14              | 02               | The Writing on the Wall | Hochzeitstag             | 18. Juni 2007          | 16. Juli 2009                |
| 15              | 03               | Reunion                 | Familientreffen          | 25. Juni 2007          | 23. Juli 2009                |
| 16              | 04               | Rock and a Hard Place   | Vom Regen in die Traufe  | 2. Juli 2007           | 23. Juli 2009                |
| 17              | 05               | Vision Thing            | Visionen                 | 9. Juli 2007           | 30. Juli 2009                |
| 18              | 06               | Dating Game             | Begegnungen              | 16. Juli 2007          | 30. Juli 2009                |
| 19              | 07               | Good Guys and Bad Guys  | Gut gegen Böse?          | 23. Juli 2007          | 6. August 2009               |
| 20              | 08               | Kingdom Come            | Dein Reich komme         | 30. Juli 2007          | 6. August 2009               |
| 21              | 09               | Circle the Wagons       | Neue Wege                | 6. August 2007         | 13. August 2009              |
| 22              | 10               | The Happiest Girl       | Das glücklichste Mädchen | 13. August 2007        | 13. August 2009              |
| 23              | 11               | Take Me As I Am         | Nimm mich, wie ich bin   | 20. August 2007        | 20. August 2009              |
| 24              | 12               | Oh, Pioneers            | Pioniere                 | 27. August 2007        | 20. August 2009              |

| Nummer (gesamt) | Nummer (Staffel) | Originaltitel       | Deutscher Titel                    | Erstausstrahlung (HBO) | Erstausstrahlung (TNT Serie) |
| 25              | 01               | Block Party         | Straßenfest                        | 18. Januar 2009        | 19. November 2009            |
| 26              | 02               | Empire              | Kinderwunsch                       | 25. Januar 2009        | 19. November 2009            |
| 27              | 03               | Prom Queen          | Ballkönigin                        | 1. Februar 2009        | 26. November 2009            |
| 28              | 04               | On Trial            | Vor Gericht                        | 8. Februar 2009        | 26. November 2009            |
| 29              | 05               | For Better or Worse | In guten, wie in schlechten Zeiten | 15. Februar 2009       | 3. Dezember 2009             |
| 30              | 06               | Come, Ye Saints     | Die Pilgerfahrt                    | 22. Februar 2009       | 10. Dezember 2009            |
| 31              | 07               | Fight or Flight     | Wendungen                          | 1. März 2009           | 17. Dezember 2009            |
| 32              | 08               | Rough Edges         | Ohne Ausweg                        | 8. März 2009           | 24. Dezember 2009            |
| 33              | 09               | Outer Darkness      | Äußere Finsternis                  | 15. März 2009          | 31. Dezember 2009            |
| 34              | 10               | Sacrament           | Gerechtigkeit                      | 22. März 2009          | 7. Januar 2010               |

| Nummer (gesamt) | Nummer (Staffel) | Originaltitel        | Deutscher Titel             | Erstausstrahlung (HBO) | Erstausstrahlung (TNT Serie) |
| 35              | 01               | Free at Last         | Endlich frei                | 10. Januar 2010        | 5. Oktober 2010              |
| 36              | 02               | The Greater Good     | Große Pläne                 | 17. Januar 2010        | 12. Oktober 2010             |
| 37              | 03               | Strange Bedfellows   | Ungewöhnliche Paarungen     | 24. Januar 2010        | 19. Oktober 2010             |
| 38              | 04               | The Might and Strong | Der Starke und der Mächtige | 31. Januar 2010        | 26. Oktober 2010             |
| 39              | 05               | Sins of the Father   | Sünden der Väter            | 7. Februar 2010        | 2. November 2010             |
| 40              | 06               | Under One Roof       | Unter einem Dach            | 14. Februar 2010       | 9. November 2010             |
| 41              | 07               | Blood Atonement      | Blutsühne                   | 21. Februar 2010       | 16. November 2010            |
| 42              | 08               | Next Ticket Out      | Abschied                    | 28. Februar 2010       | 23. November 2010            |
| 43              | 09               | End of Days          | Das Ende aller Tage         | 7. März 2010           | 30. November 2010            |

| Nummer (gesamt) | Nummer (Staffel) | Originaltitel                | Deutscher Titel                   | Erstausstrahlung (HBO) | Erstausstrahlung (TNT Serie) |
| 44              | 01               | Winter                       | Winter                            | 16. Januar 2011        | 3. Januar 2012               |
| 45              | 02               | A Seat at the Table          | Ein Platz am Tisch                | 23. Januar 2011        | 10. Januar 2012              |
| 46              | 03               | Certain Poor Shepherds       | Arme Hirten                       | 30. Januar 2011        | 17. Januar 2012              |
| 47              | 04               | The Oath                     | Der Eid                           | 6. Februar 2011        | 24. Januar 2012              |
| 48              | 05               | The Special Relationship     | Besondere Beziehung               | 13. Februar 2011       | 31. Januar 2012              |
| 49              | 06               | D.I.V.O.R.C.E.               | Scheidung                         | 20. Februar 2011       | 7. Februar 2012              |
| 50              | 07               | Til Death Do Us Part         | Bis dass der Tod uns scheidet     | 27. Februar 2011       | 14. Februar 2012             |
| 51              | 08               | The Noose Tightens           | Die Schlinge zieht sich zu        | 6. März 2011           | 21. Februar 2012             |
| 52              | 09               | Exorcism                     | Exorzismus                        | 13. März 2011          | 28. Februar 2012             |
| 53              | 10               | Where Men and Mountains Meet | Wenn Mensch und Berg sich treffen | 20. März 2011          | 6. März 2012                 |

## Auszeichnungen
Big Love war insgesamt 9× für die Emmy Awards in verschiedenen Kategorien nominiert, konnte aber nie eine Trophäe mit nach Hause nehmen. Für die Golden Globes war die Serie seit 2007 insgesamt 4× nominiert, 2010 unter anderem als beste Dramaserie. Einen Golden Globe konnte 2010 jedoch nur Chloë Sevigny in der Kategorie „Best Performance by an Actress in a Supporting Role in a Series, Mini-Series or Motion Picture Made for Television“ gewinnen.

## Deutsche Produktion
Die deutsche Fassung wurde von TV+Synchron Berlin produziert.